# Dracunculus vulgaris
La dragontea o erba serpentaria (Dracunculus vulgaris Schott) è una pianta erbacea perenne appartenente alla famiglia delle Aracee.

## Nomi comuni

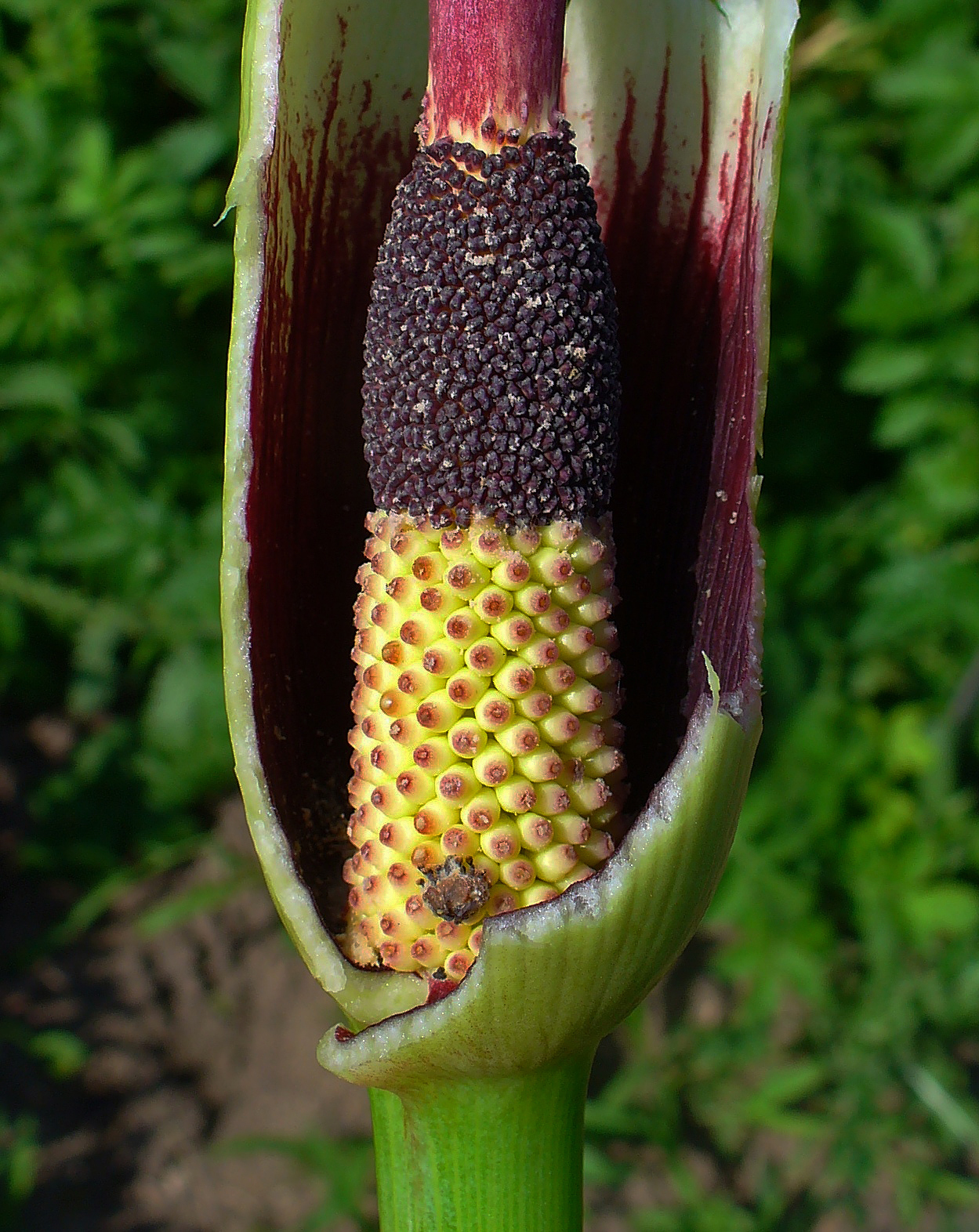
Particolare dei fiori: sopra quelli maschili, sotto quelli femminili

Sono diffusi molti nomi comuni per questa pianta, sempre della stessa matrice di "dragontea" ("dracuncolo", "dragonea", "dragonzio", "draguna", "dragunaea"), così come altre variazioni sul tema "erba serpentaria", come "erba biscia", "erba serpona", "lingua di serpe", "serpentaria" e via dicendo.

## Descrizione
È una robusta pianta geofita, con radici tuberiformi, che può crescere fino ad 1,5 metri. Germoglia da un bulbo sotterraneo, spaccando il terreno con punte leopardate; tra aprile e maggio genera un'infiorescenza pesante e di grandi dimensioni: essa è composto da una spata, di colore violaceo all'interno, e verde all'esterno, che può raggiungere l'ampiezza di 50 cm, contenente i fiori veri e propri, sia quelli maschili, sia quelli femminili.

## Biologia
L'impollinazione è entomogama, operata principalmente da ditteri: l'infiorescenza può emettere una notevole quantità di calore e un odore di carne putrefatta molto forte, utile per attrarre più insetti; l'insetto, una volta penetrato alla base della spata, rimane bloccato da due corone di petali rivolte verso il basso e si riempie di polline durante i tentativi di uscire. Al termine della fioritura si formano i frutti, che sono delle piccole bacche di colore rossastro.
La pianta, specie nelle parti fresche, è tossica per l'uomo.

## Distribuzione e habitat
È una specie ad areale stenomediterraneo, diffusa in foreste miste e di sclerofille e in ambienti di macchia mediterranea, gariga, uliveti, incolti erbosi e terreni secchi, rinvenuta fino ad un'altitudine di 600 m s.l.m.,, al di sotto della fascia montana. Colonizza anche aree densamente popolate, avendo quindi carattere opportunistico.

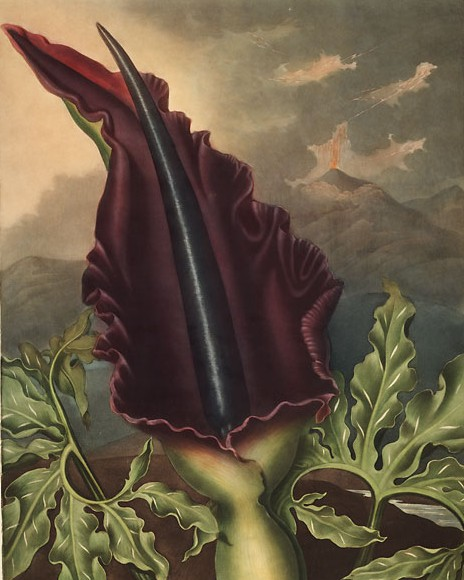
Illustrazione della dragontea tratta dal Tempio di Flora di Robert John Thornton

Si tratta di una specie ampiamente diffusa, nativa nei Balcani, in Turchia sudoccidentale e in varie isole del Mar Egeo, inclusa Creta; è stata inoltre introdotta in Francia, Italia, isole britanniche, Algeria nordorientale, Nuova Zelanda e Stati Uniti d'America, dove è adattata. In Italia, nello specifico, è presente in quasi tutte le regioni, in alcuni casi come avventizia, ma è più comune in quelle mediterranee.
Nonostante sia stata inserita fra le specie vulnerabili in alcune regioni (come in Toscana), globalmente la situazione di questa specie non desta particolari preoccupazioni riguardo alla sua conservazione; l'unico pericolo immediato è la raccolta di esemplari selvatici a scopi commerciali, ma il mercato di questa pianta è ancora piuttosto ridotto.

## Usi
Popolarmente, in Turchia, i frutti di questa pianta erano utilizzati per la cura dei reumatismi, e i semi per quella delle emorroidi.